# USS Wisconsin (BB-9)
El USS Wisconsin (BB-9), un acorazado tipo pre-dreadnought fue la tercera y última embarcación de la clase Illinois en ser construida; fue también la primera embarcación de la Armada de los Estados Unidos en ser nombrada como el estado de Wisconsin. Su quilla fue puesta en febrero de 1897 en el astillero de Union Iron Works, en San Francisco, y fue botada en noviembre de 1898. El navío finalizado fue puesto en servicio con la flota en febrero de 1901. La embarcación estaba armada con una batería de cuatro cañones de 330 mm y tenía una velocidad máxima de 16 nudos (30 km/h).
El Wisconsin sirvió como buque insignia de la flota del Pacífico, desde su puesta en servicio, hasta 1903; durante este período hizo un crucero largo a la Samoa Americana, a finales de 1901. En 1903 fue transferido a la flota Asiática, donde sirvió como buque insignia del Escuadrón del Norte. Regresó a los Estados Unidos a finales de 1906, donde pasó por una revisión exhaustiva. En julio de 1908, se unió a la Gran Flota Blanca para la segunda etapa de su crucero alrededor del mundo, que duró hasta febrero de 1909. La embarcación permaneció en servicio con la flota del Atlántico hasta inicios de 1910, cuando fue degradada a la reserva.
A inicios de 1912. el navío fue empleado como buque escuela, principalmente para cadetes de la Academia Naval. Después de que los Estados Unidos entraran a la Primera Guerra Mundial en abril de 1917, las tareas de entrenamiento del Wisconsin se expandieron al personal de la sala de máquinas. También fue asignado al Escuadrón de Acorazados de Patrullaje de la Costa. Formó parte de una revista naval en diciembre de 1918, después del final de la guerra. Sirvió brevemente con la flota en 1919, aunque para mayo de 1920 fue dado de baja. El viejo acorazado, totalmente obsoleto, fue vendido como chatarra en enero de 1922 y desguazado.

## Diseño
El Wisconsin tenía una eslora de 114 m, una manga de 22.02 m, y un calado de 7.21 m. Tenía un desplazamiento estándar de 11 653 toneladas largas, y de 12 250 a máxima capacidad. Era impulsado por motores de vapor de triple expansión de dos ejes, con una potencia de 16 000 caballos de fuerza (12 000 kW), conectados a dos ejes de hélices. El vapor era generado por ocho calderas de tubos de fuego de carbón, que estaban conectados a dos chimeneas colocadas una a lado de la otra. El sistema de propulsión generaba una velocidad máxima de 16 nudos (30 km/h). Tal como fue construido, tenía dos mástiles militares pesados, pero fueron reemplazados en 1909 por mástiles de celosía. Tenía una tripulación de 531 oficiales y marinos, número que fue incrementado de 690 a 713.
Estaba armado con una batería principal de cuatro cañones calibre 330 mm/35 en dos torretas dobles en la línea central, una en la proa y otra en la popa. La batería secundaria consistía en catorce cañones calibre 152 mm/40 serie 4, que fueron colocados en casamatas individuales en el casco. Contaba con dieciséis cañones de 6 libras para la defensa a corta distancia contra buques torpederos, también montados individualmente en casamatas a lo largo del casco, y seis cañones de 1 libra. Como estándar de los buques capitales de ese periodo, el Wisconsin contaba con cuatro tubos lanzatorpedos de 457 mm en lanzadores montados en la cubierta.
El cinturón blindado del Wisconsin era de 419 mm de grosor sobre los pañoles y las salas de máquinas, y de 102 mm en el resto de la embarcación. Las torretas de la batería principal tenían costados de 356 mm de grosor, y las barbetas de apoyo tenían un blindaje de 381 mm en sus costados expuestos. La batería secundaria estaba protegida por un blindaje de 152 mm. La torre de mando tenía costados de 254 mm de grosor.

## Construcción
La quilla del Wisconsin fue colocada el 9 de febrero de 1897 en el astillero de Union Iron Works, en San Francisco, California. Fue botado el 26 de noviembre de 1898 y puesto en servicio con la flota el 4 de febrero de 1901. La embarcación navegó de San Francisco el 12 de marzo para entrenamientos iniciales el la bahía de Magdalena, México, del 17 de marzo al 11 de abril. Regresó a San Francisco el 15 de diciembre para reparaciones, que duraron hasta el 28 de mayo. Partió entonces hacia Port Orchard, Washington, arribando el 1 de junio. Permaneció ahí durante nueve días antes de regresar a San Francisco. Más tarde ese mismo mes, se unió a los acorazados Oregon e Iowa, el crucero Philadelphia, y el buque torpedero Farragut para un viaje por la costa oeste de los Estados Unidos. Llegaron a Port Angeles, Washington el 29 de junio y prosiguieron a Port Whatcom, también en Washington el 2 de julio, donde formaron parte de las celebraciones de independencia. Al día siguiente, regresaron a Port Angeles y participaron en ejercicios de entrenamiento, que duraron hasta mediados de julio.

## Historial de servicio

### Flotas del Pacífico y Asiática
Entró a dique seco en el astillero naval de Puget Sound en Bremerton, Washington, el 23 de julio de 1901 para reparaciones que duraron hasta el 14 de octubre. Navegó entonces a Honolulu, Hawái, arribando el 23 de octubre. Ahí, cargó carbón y continúo a la Samoa Americana, llevando a cabo entrenamientos de artillería mientras se encontraba en ruta. Arribó a la isla de Tutuila el 5 de noviembre, y permaneció con el collier Abarenda, y el barco hospital Solace por dos semanas aproximadamente antes de navegar hacia Apia, en la Samoa alemana. Dejó la isla el 21 de noviembre con rumbo a Hawái, desde donde se dirigió a Centroamérica. Arribó al puerto de Acapulco, en México, el 25 de diciembre y permaneció ahí por tres días abasteciéndose de carbón. Visitó los puertos de Callao, en Perú, y Valparaíso, Chile, antes de regresar a Acapulco el 26 de febrero de 1902. La embarcación realizó una amplia variedad de ejercicios de entrenamiento en las bahías de Magdalena y de Pichilingue del 5 al 22 de marzo, antes de navegar a la costa oeste de los Estados Unidos, deteniéndose en Coronado, San Francisco, y Port Angeles. Arribó al astillero de Puget Sound, el 4 de junio para reparaciones que duraron hasta el 11 de agosto.
La embarcación participó en entrenamientos de artillería en las costas de Tacoma y Seattle antes de recibir mantenimiento adicional en Puget Sound, el 29 de agosto. Partió de Washington el 12 de diciembre hacia Panamá (en ese entonces parte de Colombia) para defender los intereses estadounidenses en la región. Para ese momento, la embarcación servía como buque insignia del Escuadrón del Pacífico, bajo el mando de contraalmirante Silas Casey III, que invitó a representantes colombianos a abordar el Wisconsin para las negociaciones que pusieron fin al conflicto civil de la Guerra de los Mil Días. La embarcación partió de Panamá el 22 de noviembre hacia San Francisco, California, arribando el 5 de diciembre. Para el día 9, el capitán Casey transfirió su bandera al crucero acorazado New York. El Wisconsin realizó entrenamientos de artillería hasta el 17 de diciembre, seguido por otro periodo en dique seco en Puget Sound, del 20 de noviembre al 13 de mayo de 1903. Fue entonces asignado con la flota Asiática; se abasteció de carbón en Honolulu antes de arribar a Yokohama, Japón el 12 de junio. El contraalmirante Philip Cooper, comandante del Escuadrón del Norte, tomó el mando del Wisconsin el 15 de junio.
El Wisconsin pasó los siguientes tres años con la flota Asiática. Durante este período, su rutina consistió en operaciones en las costas septentrionales de China y Japón en el verano, y en Filipinas en el invierno. Visitó numerosos puertos en el este de Asia, incluyendo Kobe, Yokohama, y Nagasaki en Japón, Xiamen, Shanghái, Chefoo, Nankín y Taku en China. La embarcación dejó a la flota Asiática el 20 de septiembre de 1906, partiendo de Yokohama con destino a Honolulu, donde se abasteció de carbón, del 3 al 8 de octubre. Procedió a San Francisco, arribando el 18 de octubre, pasando ahí tres semanas antes de navegar a Puget Sound, donde fue dado de baja el 16 de noviembre para una revisión extensa, que duró hasta finales de abril de 1908. Navegó entonces al sur a San Francisco, donde arribó el 6 de mayo para participar en una revista naval. Regresó a Puget Sound el 21 de mayo para que le fuera instalado nuevo equipamiento de control de fuego; el trabajo duró hasta el 22 de junio.

### Gran Flota Blanca y Flota de Atlántico

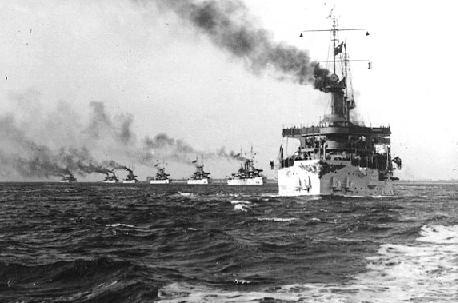
USS Connecticut liderando a la Gran Flota Blanca

La embarcación navegó de vuelta a San Francisco a principios de julio. Ahí, se unió a la Gran Flota Blanca, que había partido de Hampton Roads, Virginia, un año antes en la primera etapa de su viaje por todo el mundo. El crucero fue concebido como una forma de demostrar el poderío militar de los Estados Unidos, particularmente hacia Japón. Las tensiones entre Estados Unidos y Japón habían comenzado a aumentar después de la victoria japonesa en la guerra ruso-japonesa, en 1905. La prensa de ambos países pedía la guerra, y Roosevelt esperaba utilizar la demostración de poderío naval para disuadir cualquier agresión japonesa.
La Gran Flota Blanca inició su travesía en el Pacífico, con una visita a Honolulu. Algunas paradas en el Pacífico Sur incluyeron Melbourne, Sídney y Auckland. Después de dejar Australia, la flota giró al norte hacia Filipinas, deteniéndose en Manila antes de continuar hacia Japón, donde se realizó una ceremonia de bienvenida en Yokohama. En noviembre, le siguieron tres semanas de ejercicios en la bahía de Súbic, Filipinas. Las embarcaciones pasaron por Singapur el 6 de diciembre y entraron al océano Índico, cargaron carbón en Colombo antes de cruzar el canal de Suez y volvieron a abastecerse de carbón en Puerto Saíd, Egipto. La flota hizo escala en varios puertos del Mediterráneo antes de detenerse en Gibraltar, donde una flota internacional de barcos de guerra británicos, rusos, franceses y alemanes los recibieron. Las embarcaciones cruzaron el Atlántico para regresar a Hampton Roads el 22 de febrero de 1909, habiendo viajado 46 729 millas náuticas (82 542 km). Ahí, pasaron revista para el presidente Theodore Roosevelt.

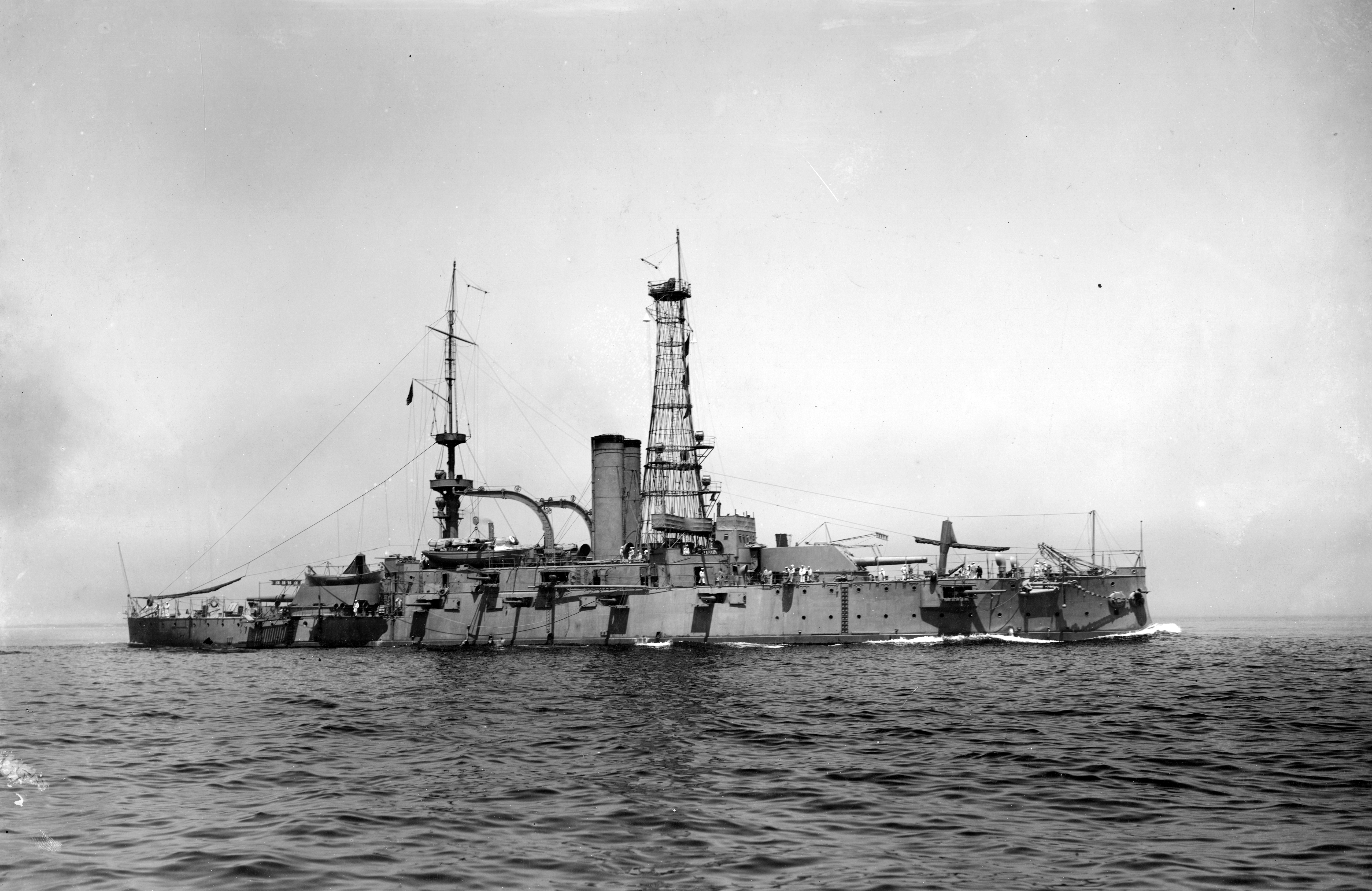
USS Wisconsin después de su modernización, 1909-1910

El Wisconsin partió de Hampton Roads el 6 de marzo hacia Portsmouth, Nuevo Hampshire, arribando el día 9. Ahí, entró a dique seco para reparaciones y modificaciones, incluido un nuevo esquema de pintura gris. Después de regresar al servicio en junio, fue asignado con la flota del Atlántico, y se unió a su unidad en Hampton Roads, a finales de mes. Inmediatamente navegó de vuelta al norte hacia Portland, Maine, donde participó en las celebraciones de la independencia, el 4 de julio. Se reunió con la flota en Hampton Roads el 6 de agosto para entrenamiento de artillería en los cabos de Virginia. Durante este periodo, se realizó un mantenimiento de rutina en Hampton Roads. A finales de septiembre, navegó a Nueva York para la conmemoración del descubrimiento del río Hudson. El Wisconsin se retiró de la ceremonia el 5 de octubre para reparaciones en Portsmouth, que duraron del 7 de octubre al 28 de noviembre. Regresó a Hampton Roads, pasando por Newport, Rhode Island, donde embarcó a marineros asignados a la flota del Atlántico.
La embarcación llevó a cabo ejercicios con el resto de la flota en los cabos de Virginia hasta mediados de diciembre, cuando partió a Nueva York. A principios de enero de 1910, navegó al sur hacia aguas cubanas para ejercicios. Durante este periodo, que duró del 12 de enero al 19 de marzo, estuvo estacionada en la bahía de Guantánamo, Cuba. El 22 de abril regresó a Nueva York, donde descargó sus municiones antes de proseguir al astillero de Portsmouth. Ahí, fue colocada con la flota de la Reserva del Atlántico y transferida a Filadelfia, en abril de 1912. La embarcación regresó con la flota de la Reserva y fue colocada en ordinario, el 31 de octubre de 1913. A inicios de 1915, fue asignada con el Escuadrón de Prácticas de la Academia Naval de los Estados Unidos, junto con los acorazados Missouri y Ohio. Las tres embarcaciones hicieron un crucero por la costa del Pacífico, por el recién construido Canal de Panamá; el Wisconsin fue el tercer acorazado en cruzar el canal desde su apertura.

### Primera Guerra Mundial

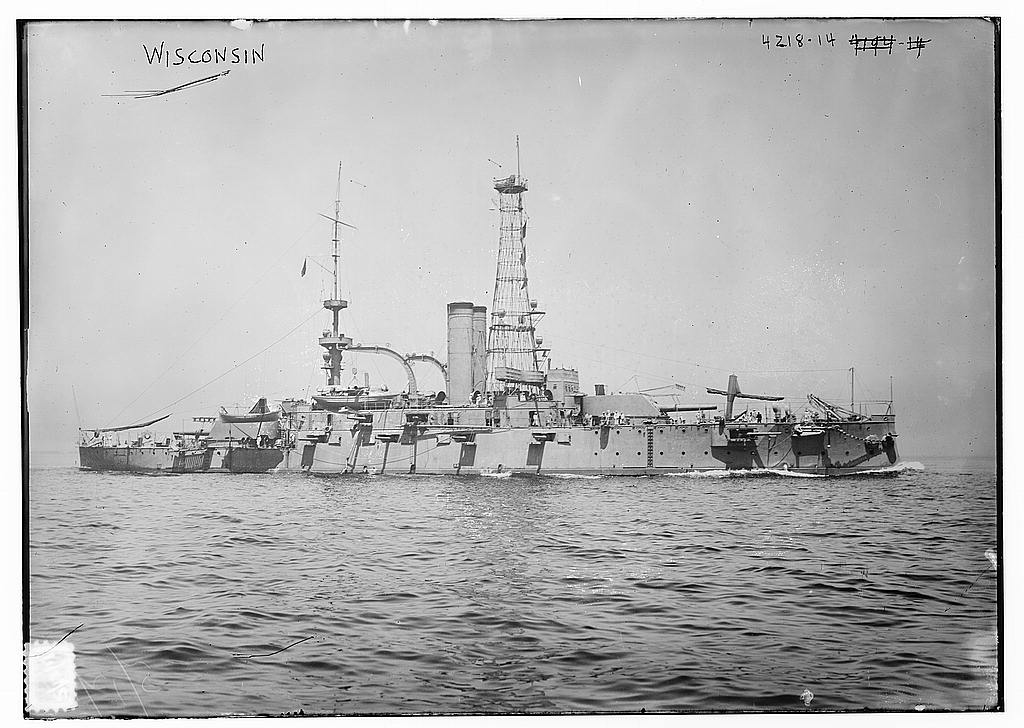
USS Wisconsin, entre 1915 y 1920

El Wisconsin continuó en servicio como buque escuela hasta 1917; se encontraba en el astillero de Filadelfia, el 6 de abril, cuando Estados Unidos le declaró la guerra a Alemania, entrando así a la Primera Guerra Mundial. El día 8 del mismo mes, la embarcación comenzó a recibir hombres de la Milicia Naval para alimentar su tripulación. Fue puesta en servicio total el 23 de abril y asignada con el Escuadrón de Acorazados de Patrullaje Costero, junto con el Missouri y Ohio, comandado por el capitán David Sellers. El 6 de mayo, zarpó de los cabos de Virginia hacia Yorktown. De ahí, hasta principios de agosto, la embarcación fue usada como buque escuela para personal de salas de máquina en el área de la bahía de Chesapeake. Participó en ejercicios del escuadrón, del 13 al 19 de agosto, junto con los acorazados Kearsarge, Alabama, Illinois, Kentucky, Ohio, Missouri y Maine. El Wisconsin procedió a Port Jefferson, en Nueva York para ejercicios adicionales.
La embarcación navegó hacia el río York, al oeste de Chesapeake a principios de octubre, seguido por un período corto en dique seco en el astillero de Filadelfia, del 30 de octubre al 18 de diciembre. Regresó a Chesapeake, donde se mantuvo hasta principios de 1918. Le siguieron más reparaciones en Filadelfia, del 13 de mayo al 3 de junio, después de las cuales navegó a Annapolis. Mientras se encontraba de camino, recibió órdenes de navegar cerca de la costa, debido a que el submarino alemán U-151 había estado operando en el área desde el día 23 de mayo, y había hundido algunas embarcaciones. El Wisconsin arribó a Annapolis el 7 de junio, después de haberse detenido en el río Delaware para esperar la retirada del U-151. Un contingente de 175 guardamarinas abordó el Wisconsin el 8 de junio para un crucero de entrenamiento en Chesapeake. El 29 de agosto regresó a Annapolis y desembarcó a los guardamarinas, antes de regresar a Yorktown un día después. Ahí, embarcó a otros 217 hombres para otra sesión de entrenamiento. El 11 de noviembre, Alemania firmó el armisticio que puso fin a la guerra en Europa. El Wisconsin continuó sus tareas de entrenamiento hasta el 20 de diciembre, cuando fue enviado a Nueva York para una revista naval para el Secretario de la Armada, Josephus Daniels y el en ese entonces Secretario Adjunto de la Marina, Franklin D. Roosevelt, el 26 de diciembre.
Tras la rendición alemana en noviembre de 1918, la mayoría de acorazados de la flota del Atlántico fue usada como transportes para retornar desde Francia a los soldados estadounidenses. El Wisconsin y sus embarcaciones hermanas no fueron empleadas para esta labor, debido a su corto alcance y tamaño reducido, que no les permitían realizar suficientes adaptaciones adicionales. En cambio, el Wisconsin navegó a Cuba para entrenamientos con la flota del Atlántico, en 1919. Realizó un crucero de entrenamiento para guardamarinas en el Caribe, a mediados de 1919. El 15 de mayo de 1920, fue dado de baja y reclasificado como «BB-9» el 17 de julio. Finalmente, fue vendido como chatarra el 26 de enero de 1922 y desguazado.